# Parto nell'acqua

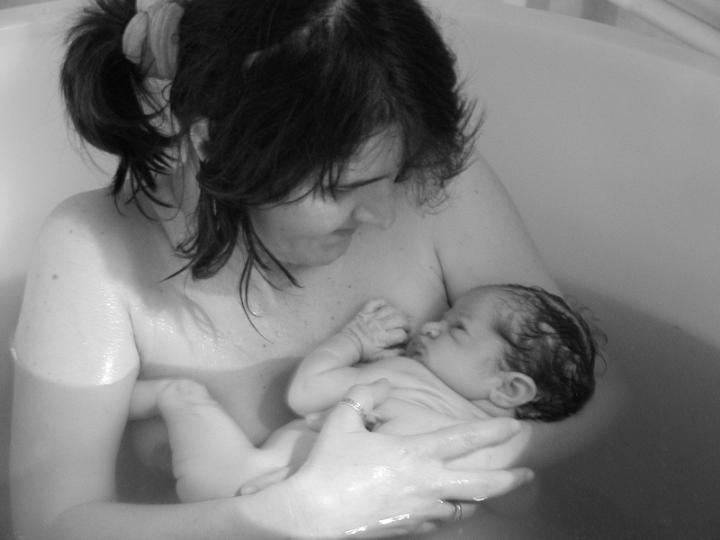
Una madre con il neonato dopo il parto in acqua.

Il parto nell'acqua è un metodo per dare alla luce in una vasca o piscina piena d'acqua tiepida. Secondo il "Committee on Fetus and Newborn" della American Academy of Pediatric, la sicurezza e l'efficacia del parto nell'acqua non sono state dimostrate, mentre non è da escludere la possibilità di serie complicazioni per il neonato. Il parto nell'acqua deve essere quindi considerato una procedura sperimentale da effettuarsi solo sotto il controllo di personale specializzato, col consenso dei genitori, che devono essere informati sui rischi.

## Storia
L'uso di una vasca di acqua tiepida per il travaglio e il parto è un fenomeno relativamente recente in occidente. Nel 1960 il ricercatore russo Igor' Čarkovskij condusse studi riguardo alla sicurezza e ai benefici del parto in acqua. Nel 1960 l'ostetrico francese Frédérick Leboyer sviluppò la pratica di immergere i neonati nell'acqua calda per aiutarli nel passaggio tra l'utero e il mondo esterno e per attenuare gli effetti di un possibile trauma psicologico legato alla nascita.

## Supposti vantaggi
I proponenti ritengono che questo metodo porti benefici alla salute e al benessere psicofisico sia della madre che del neonato e che sia un'alternativa sicura alle modalità più consuete del partorire.

### Per la madre
L'acqua tiepida  è rilassante e facilita il parto riducendo la secrezione di adrenalina causata dal dolore e dalla paura. L'acqua inoltre stimola il rilascio di endorfine e aumenta l'elasticità del perineo, riducendo la necessità di ricorrere all'episiotomia.